# Hermann Velstein
Hermann Velstein (* vermutlich 1555 oder 1565 in Bösingfeld; † 20. März 1635 in Oldenburg) war ein deutscher Konsistorialrat und Schulrektor in der Grafschaft Oldenburg.

## Leben
Über Velsteins Jugend und Ausbildung ist nichts bekannt und auch sein Geburtsdatum steht nicht fest.
Als gesichert gilt, dass er der Sohn des Pfarrers Henricus Velstenius († um 1598) war und das Gymnasium in Lemgo besuchte. Im Oktober 1583 wurde er an der Universität Helmstedt immatrikuliert, die er aber bereits nach einem Jahr wieder verließ. Auf Empfehlung des lutherischen Theologen und Historikers Hermann Hamelmann, der ein Onkel Velsteins war und zu dieser Zeit als Superintendent der Grafschaft Oldenburg amtierte, wurde Velstein 1584 zum Rektor der 1573 von Graf Johann gegründeten Lateinschule berufen. Dort erwies er sich als begabter Pädagoge und leitete an der Schule einen raschen Aufschwung ein.
Durch seine Leistungen profiliert bestellte Graf Johann VII. Velstein 1590 zum Hauslehrer (Präzeptor) seiner Kinder, sodass Velstein bis 1601 auch die Erziehung des jungen Grafen Anton Günther als Nachfolger seines Vaters übernahm. Anton Günther schenkte seinem Lehrer später dankbar ein Haus in Oldenburg und ausgedehnten Grundbesitz bei Blexen.
Am 27. März 1608 wurde Velstein zum Konsistorialrat und stimmberechtigten Mitglied des Konsistoriums der Grafschaft Oldenburg ernannt,
der obersten Landesbehörde für das Kirchen-, Schul- und Armenwesen der Grafschaft. Damit gehörte diesem Gremium zum ersten Mal ein Fachpädagoge an. Auf Velsteins Vorschlag gründete Anton Günther 1609 einen Schulfundus, der die Existenz der Lateinschule finanziell langfristig absicherte und dessen Verwaltung Velstein gleichsam übernahm.
Vermutlich ist Velstein wohl auch der eigentliche Verfasser oder zumindest maßgeblicher Mitarbeiter der Hamelmannschen Schulordnung, die er 1614 zusammen mit dem oldenburgischen Superintendenten Gottfried Schlüter in Kraft setzte.

### Familie
Velstein war zweimal verheiratet. Seine erste Ehefrau Margarethe geb. Schröder, die Tochter des Oldenburger Bürgermeisters Johann Schröder, starb im Kindbett. 1593 heiratete Velstein dann in zweiter Ehe die aus Nienburg stammende Kammerjungfer Maria Engel Nölcke (um 1560 – 13. November 1646).
Velstein hatte mehrere Kinder, von denen der Sohn Anton Günther oldenburgischer Geheimer Rat wurde, die Tochter Elisabeth den gräflichen Rat Johannes Tiling (* 1581) und die Tochter Anna den Amtsschreiber Ernst Böschen (1575–1636) heiratete.